# Amma- och Hästamossarna
Amma- och Hästamossarna este o arie protejată (arie specială de conservare — SAC, sit de importanță comunitară — SCI) din Suedia întinsă pe o suprafață de 1.093,9 ha, integral pe uscat.

## Localizare
Centrul sitului Amma- och Hästamossarna este situat la coordonatele 57°17′03″N 13°06′00″E / 57.2841°N 13.1°E.

## Înființare
Situl Amma- och Hästamossarna a fost declarat sit de importanță comunitară în aprilie 2004 pentru a proteja un număr necunoscut de specii din flora spontană și fauna sălbatică aflate în arealul zonei. Situl a fost protejat și ca arie specială de conservare în martie 2011.

## Biodiversitate
Situată în ecoregiunea boreală, aria protejată conține 2 habitate naturale: Mlaștini turboase de tranziție și turbării mișcătoare, Turbării active.
La baza desemnării sitului se află un număr nedeclarat de specii protejate.